# Woodford Green
Woodford Green este un district din burgul Redbridge al Londrei, Anglia. A făcut parte din punct de vedere istoric din comitatul Essex și a fost absorbit în 1965 în zona metropolitană Londra Mare. Este inclus în mare parte în burgul londonez Redbridge, iar restul se află în burgul londonez Waltham Forest. Woodford Green se învecinează la sud cu South Woodford, la nord cu Woodford Bridge, Woodford Wells (și dincolo de aceasta, Buckhurst Hill) și la vest cu Epping Forest și Highams Park. 
Codul poștal al Woodford Green, IG8, se află în zona poștală Ilford. În apropiere se află zonele Walthamstow și Chigwell, precum și centle romerciale majore Ilford și Stratford. 

## Politică
Woodford Green face parte din circumscripția parlamentară Chingford și Woodford Green, reprezentată de la crearea ei în 1997 de Iain Duncan Smith, liderul Partidului Conservator din 2001 până în 2003. A fost secretar de stat pentru muncă și pensii din 2010 până în 2016. Duncan Smith este succesor al lui Sir Winston Churchill, care a fost, de asemenea, deputat reprezentant al acestei zone și este comemorat în Woodford Green de o statuie înălțată în 1959. Acest monument este una dintre puținele statui ridicate într-un spațiu public în memoria unei persoane aflate încă în viață. 
În anii 1920 și 1930 Clement Attlee, viitor prim-ministru laburist din 1945 până în 1951, a locuit în districtul Woodford Green din circumscripția electorală a adversarului său politic, Winston Churchill. O placă albastră amintește acest fapt pe o casă de pe Monkhams Avenue. 
Sylvia Pankhurst a trăit în Woodford Green între anii 1924 și 1956, inițial pe High Road și din 1933 pe Road Charteris. În 1935 Pankhurst a comandat și a amplasat un monument memorial pe Woodford High Road în amintirea victimelor bombardamentelor aeriene italiene din Etiopia, cunoscut sub numele de Memorialul Războiului Antiaerian.

## Personalități asociate acestei zone
- Clement Attlee, prim-ministru laburist (1945-1951)
- Winston Churchill, prim-ministru conservator în două rânduri (1940-1945 și 1951-1955). A fost deputat de Epping (1924-1945) și, ulterior, de Wanstead și Woodford (1945-1964), ambele circumscripții incluzând și zona Woodford.
- Harris Dickinson, actor
- James Hilton, scriitor
- Alfred Horsley Hinton, fotograf
- Stuart Kuttner, redactor al News of the World[3]
- Barry Lamb, muzician, compozitor de muzică experimentală
- Louisa Leaman, scriitoare
- Michael Norgrove, boxer
- Kele Okereke, muzician în trupa rock Bloc Party
- Sylvia Pankhurst, sufragetă
- Bryn Rees, autor de imnuri și pastor al bisericii locale
- Tony Robinson, actor și vedetă TV
- Alan Thurlow, organist
- Kate Williams, actriță, a locuit în Woodford în timpul filmării serialului TV Love Thy Neighbor

## Imagini

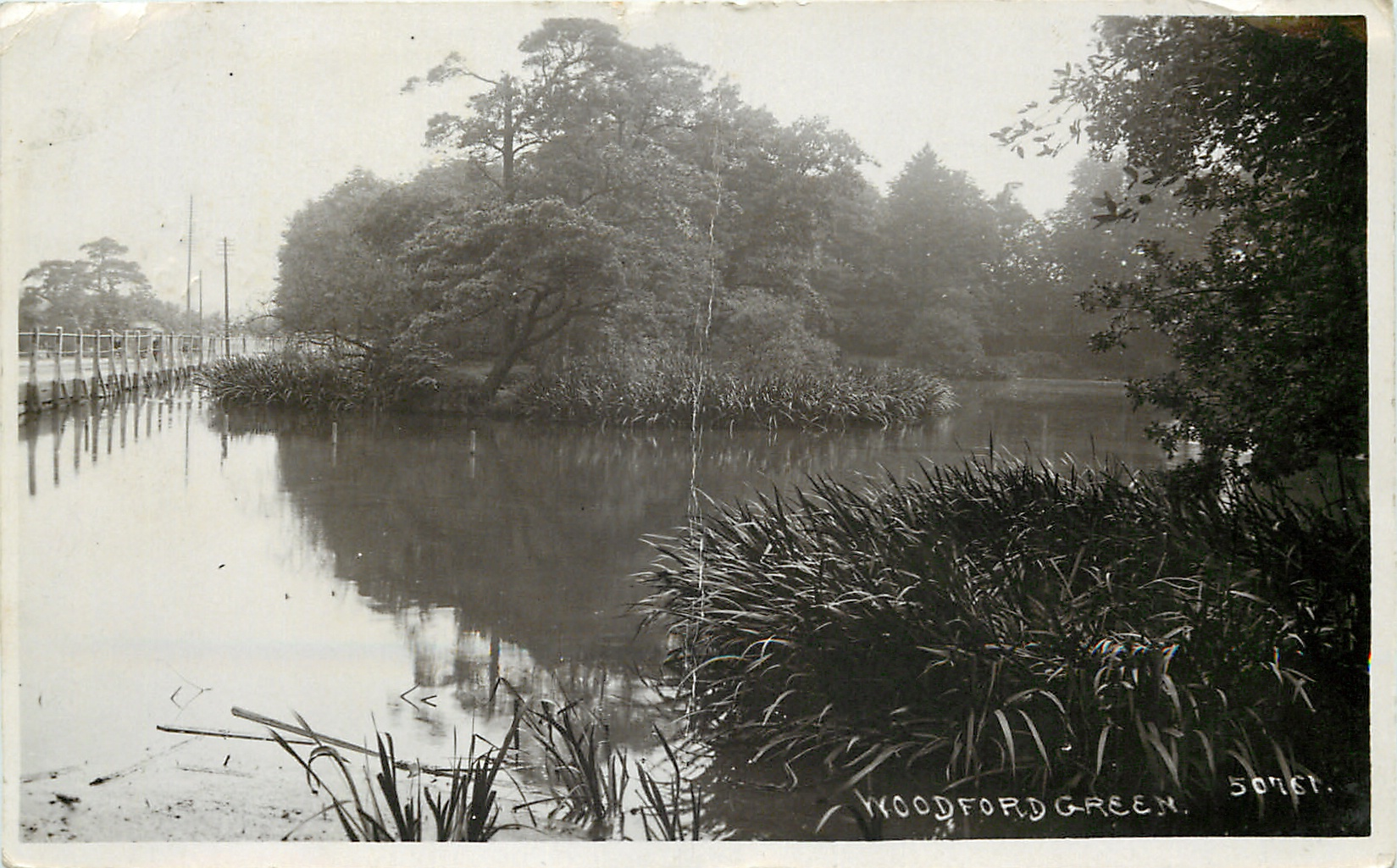
Imagine din Woodford Green pe o carte poștală trimisă în 1913
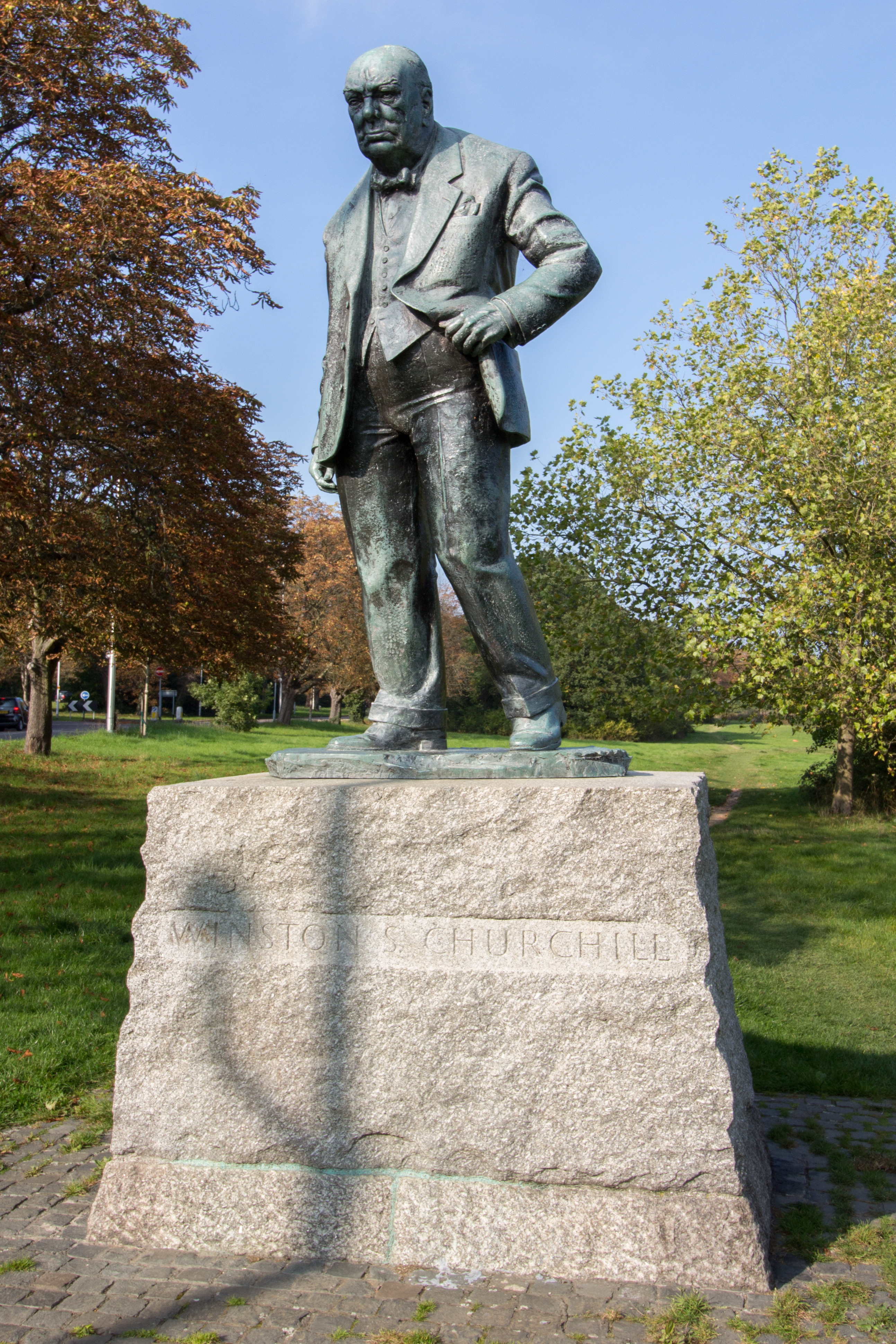
Statuia lui Winston Churchill din Woodford Green.